# Doleschall Sándor Eduard
Doleschall Sándor Eduard (Modor, 1830. november 26. – Budapest, 1893. február 6.) evangélikus lelkész.

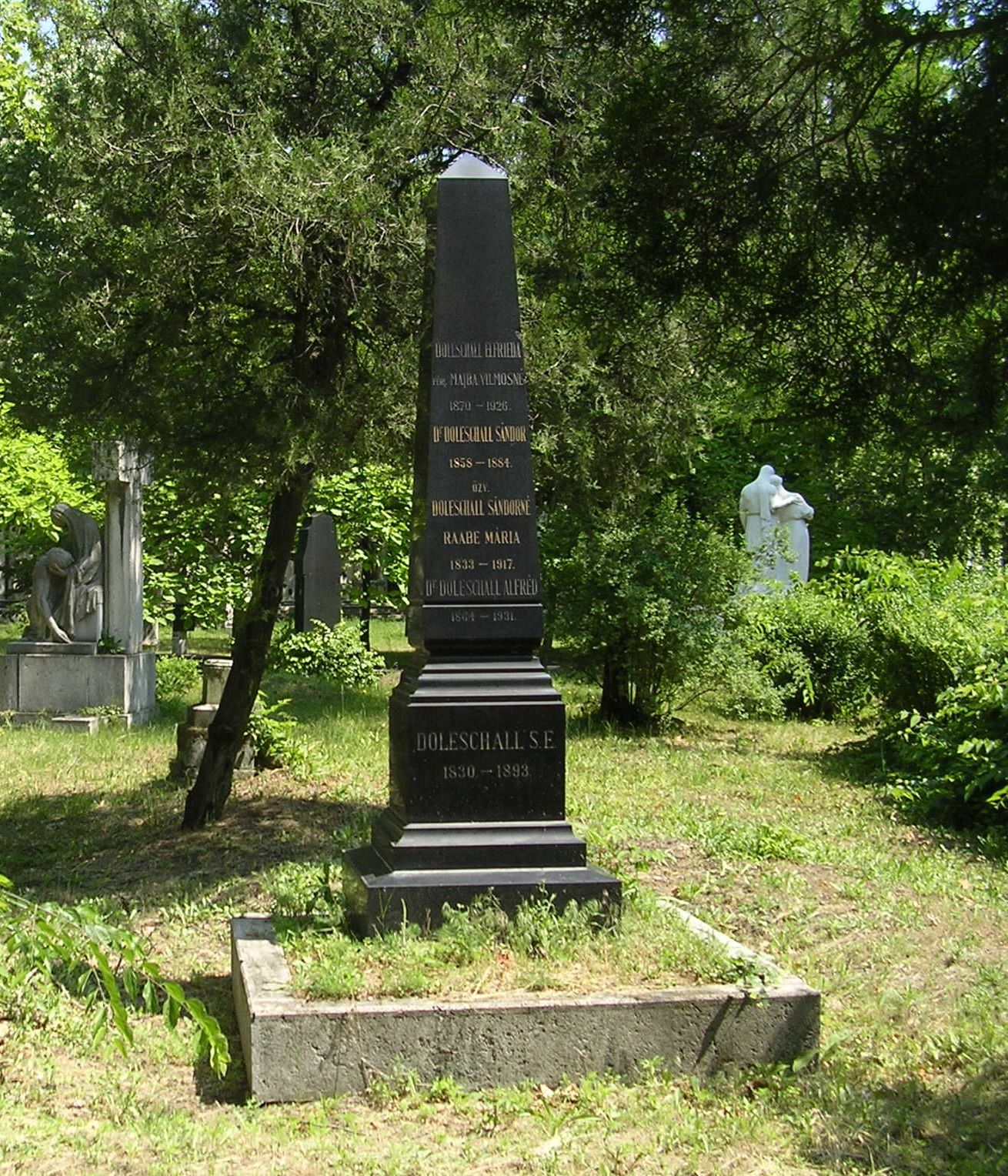
Sírja a Fiumei úti sírkertben

## Családja
Doleschall Mihály Dénes lelkész-esperes és Lacsny Johanna de Jolkusháza fia, Doleschall Lajos orvos testvéröccse, Majba János Vilmos apósa, Raabe Károly Ágost veje.

## Élete
Tanult szülővárosában, majd Pozsonyban és Bécsben. 1855-től líceumi tanár Selmecbányán, 1858-tól besztercebányai lelkész és főesperes volt; 1875-től budapesti német lelkész, a bányai egyházkerületnek és egyetemes gyűlésnek levéltárnoka. A Luther-társaságnak a kezdetektől fogva első alelnöke, 1891-től pedig tiszteletbeli alelnöke, valamint a Magyar Protestáns Irodalmi Társaságnak választmányi tagja volt.
Cikkei megjelentek a Jahrbuch des Protestantismus című évkönyvben (1883. Die Silleiner Synode), az Evang. Egyház és Iskola czímű lapban (1884. Liturgiai ereklye), Prot. Egyh. és Iskolai Lapban (1885. Győry Vilmos fölött tartott gyászbeszéd), a Luther-társaság évkönyvében (1886. Das Dixit Dominus Domino meo. Luthernek eddig kiadatlan kézirata).

## Munkái
- Nachruf an Szeberínyi. Schemnitz, 1857
- Predigt gehalten bei der Eröffnung des Sohler Senioral-Convents. Neusohl, 1859
- Drei Kränze auf Széchenyi's Grab niedergelegt. Pest, 1860
- A szenvedő hazának vigasza. Beszterczebánya, 1861
- Reč senioralni. Pozsony, 1865 (seniori beszédje)
- Wyučovani konfirmanduv. Beszterczebánya, 1870 (Konfirmálandók oktatása. 2. kiadás, Turócz-Szent-Márton, 1872)
- Beszéd tartva Ruttkay István emlékére. Pest, 1871
- Predigt gehalten bei der Verfassungsfeier. Neusohl, 1867
- Wýklad menšsího katechismu Doktora Martina Lutera. Uo. 1872 (Luther Márton kis kátéja, 2. kiad. 1878)
- Synodalia. Értekezés. Uo. 1873
- Evangelischer Confirmanden-Unterricht. Bpest, 1878 (2. bőv. kiadás 1882. 3. kiad. 1886. 4. kiad. 1891. Uo.)
- Gebet am Neujahrstage. Uo. 1881
- Luthers Testament. Mit einer Photographie der Originalurkunde. Uo. 1881 (2. kiadás. Uo. 1881. Ism. Ung. Revue)
- Rede am Sarge Franz Kolbenheyers. Uo. 1881
- M. Luther. Drei Vorträge aus Anlass der vierhundertjährigen Geburtsfeier des grossen Reformators. Uo. 1884
- Das erste Jahrhundert aus dem Leben einer hauptstädtischen Gemeinde. Uo. 1887 (Ism. Prot. Egyh. és Isk. Lap, Századok 1888)
- Altargebet. Uo. 1887
- Eine aufgefundene Luther-Reliquie. Uo. 1887